# Phra Bang

Il museo di Luang Prabang, ex palazzo reale, nel cui comprensorio è custodito il Phra Bang

Il Phra Bang, o Phabang (in lingua laotiana: ພະບາງ, letteralmente: Buddha delicato) è una statua raffigurante Buddha che si trova a Luang Phrabang, in Laos. È venerata come simbolo religioso del paese, dove si professa il buddhismo theravada, e rappresenta il palladio della casa regnante nazionale, attualmente in esilio. Secondo la tradizione laotiana, simboleggia il diritto di governare sul paese e deve essere affidata esclusivamente a governanti giusti e capaci.

## Descrizione
La statua raffigura il Buddha nella posizione dell'Abhayamudrā, in piedi con i palmi delle mani rivolti in avanti nell'atto di rassicurare ed allontanare la paura. È alta 83 cm, è stata scolpita in bronzo e rivestita in oro.

## Storia

### Da Ceylon all'Impero Khmer
Secondo la leggenda fu scolpita a Ceylon, l'odierno Sri Lanka, tra il I ed il IX secolo. Venne offerta al sovrano Phaya Sirichantha dell'Impero Khmer, l'odierna Cambogia, che si era convertito al buddhismo theravada.

### A Lan Xang
La statua venne poi ceduta a Fa Ngum, principe laotiano esiliato nella capitale khmer Angkor che unificò per la prima volta i vari principati (mueang) laotiani e fondò nel 1354 il Regno di Lan Xang con la capitale a Mueang Sua, che avrebbe preso in seguito il nome odierno Luang Prabang. Il Phra Bang fu consegnato nel 1359 assieme a una copia dei sacri testi Tripitaka dall'imperatore khmer al monaco Phra Maha Pasman, che era stato l'insegnante religioso di Fa Ngum ad Angkor. Il nuovo sovrano laotiano l'aveva invitato a Mueang Sua come consigliere spirituale per diffondere il buddhismo theravada come religione di Stato.
Durante il trasferimento da Angkor a Mueang Sua, accadde un evento considerato miracoloso che rese impossibile rimuovere la statua da Vieng Kham, nei pressi di Vientiane. Il re fece erigere sul luogo un tempio per venerare la sacra immagine, che sarebbe rimasta a Vieng Kham fino al 1502 prima di arrivare a Mueang Sua. Il trasporto fu organizzato da re Visunarat, durante il cui regno Lan Xang emerse da un periodo buio della sua storia e si creò una scuola di letterati e filosofi che tradussero i sacri testi del Tripitaka dall'originale lingua pāli alla lingua lao. Arrivata a Mueang Sua, la statua fu conservata provvisoriamente nel Wat Manorom e nel 1504 fu trasferita con una sfarzosa cerimonia nel Wat Visun Maha Vihan, uno splendido edificio in teck alto 40 metri costruito appositamente per ospitare il Phra Bang.
Nel 1560, re Setthathirat spostò la capitale nella lontana Vientiane, a cui diede il nome di Mueang Lan Xang Chantaburi, giudicata più difendibile in caso di attacchi da parte dell'emergente regno birmano. Dalla città poteva inoltre controllare più agevolmente i turbolenti principati meridionali. Cambiò anche il nome della vecchia capitale, ribattezzata Luang Prabang in onore del Phra Bang, che lasciò nelle mani del clero locale a cui affidò anche il governo cittadino. Nel 1705, prima della ribellione che portò alla scissione di Lan Xang e alla fondazione del Regno di Luang Prabang, re Setthathirat II ordinò il trasferimento della statua dal Wat Wisun a Vientiane, dove venne affidata al Wat Pasak Luang.

### In Siam
Nel 1778, le armate siamesi del Regno di Thonburi, l'odierna Thailandia, conquistarono i tre regni laotiani in cui si era frazionato Lan Xang che divennero Stati vassalli. Il Phra Bang fu trafugato a Vientiane dagli invasori e trasferito a Bangkok assieme all'altra venerata statua del Buddha di Smeraldo, che sarebbe diventata il palladio della monarchia siamese. Negli anni seguenti Vientiane fu affidata a un governatore nominato da Bangkok e nel 1782 l'erede al trono Nanthasen, che era stato tenuto in ostaggio nella capitale siamese, poté tornare a Vientiane come re vassallo e riportò in patria il Phra Bang.
Il tentativo di re Anuvong di liberarsi dal controllo siamese fu represso una prima volta nel 1827, quando Vientiane fu ripresa dalle truppe di Bangkok che trafugarono nuovamente il Phra Bang. Il ritorno di Anuvong nella capitale fu duramente punito alla fine del 1828, Vientiane fu rasa al suolo, il regno fu annesso al Siam e Anuvong fu catturato e portato a Bangkok, dove fu torturato a morte nel gennaio del 1829. Il Phra Bang sarebbe rimasto in Siam per diversi anni.

### Definitivo ritorno a Luang Prabang
Fu solo nel 1866 che il re vassallo di Luang Prabang Chantarad riuscì a farsi consegnare la statua dai siamesi, e da allora è sempre rimasta a Luang Prabang. Venne custodita inizialmente al palazzo reale e fu poi riportata al Wat Wisun, da dove venne messa in salvo prima che l'esercito della bandiera nera saccheggiasse la città ed incendiasse il Wat nel 1887.

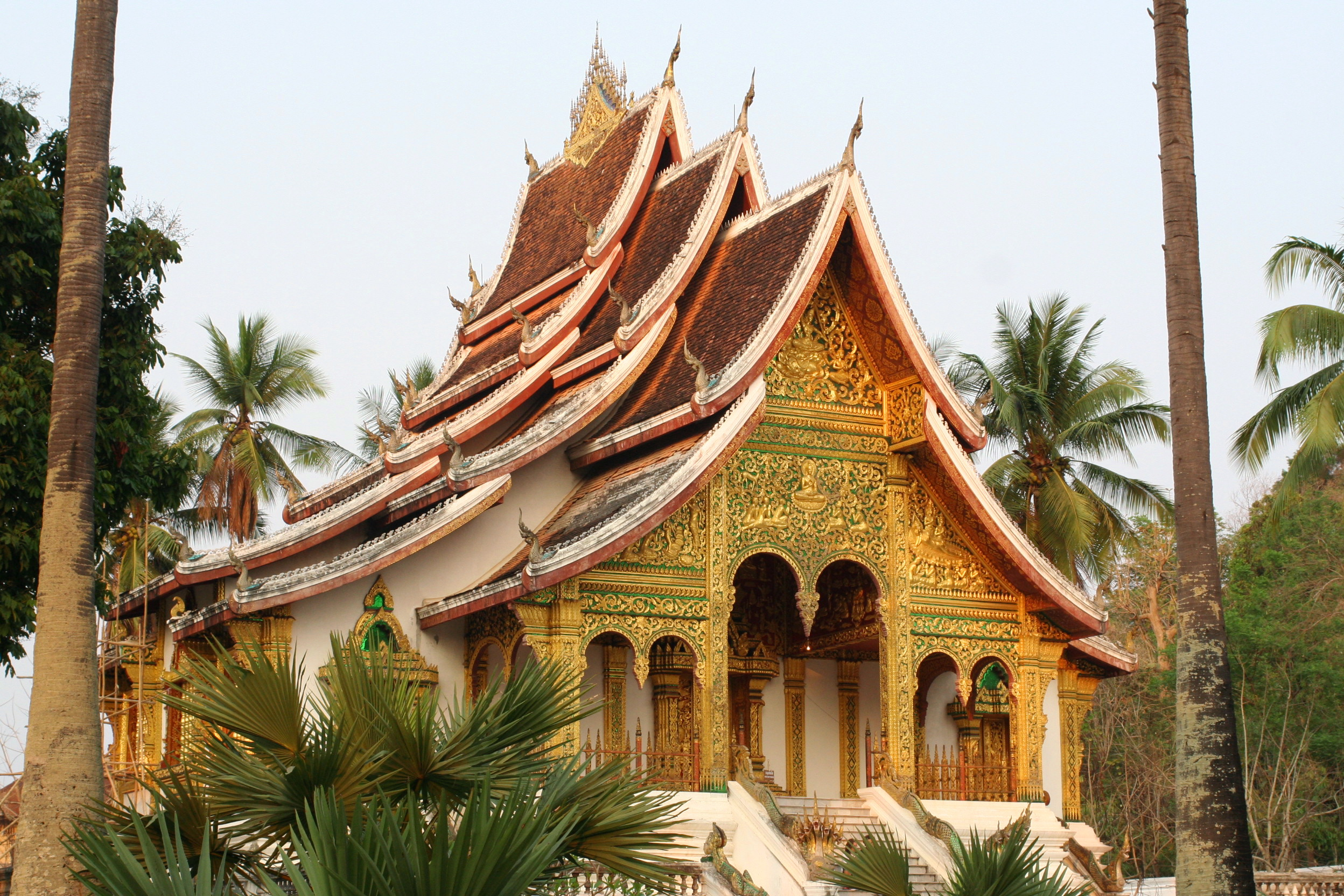
Il santuario Haw Pha Ban, dove è custodita la statua

### Il Phra Bang oggi
Venne custodito in seguito nel Wat Mai prima di essere portato al nuovo palazzo reale fatto costruire dai colonizzatori dell'Indocina francese. L'edificio divenne un museo dopo l'avvento al potere dei comunisti nel 1975. Ogni anno, nel terzo giorno dell'anno nuovo laotiano, la statua viene esposta al pubblico nel vicino Wat Mai, dove i fedeli fanno la fila per poterla purificare con acqua, secondo la tradizione theravada. Nel 2010, all'interno del complesso del palazzo reale è stata completata la costruzione del tempio Haw Pha Ban, che dal 2013 ospita il Phra Bang.